# Акимов, Владимир Михайлович (генерал-майор)
Владимир Михайлович Акимов (1901, Симбирская губерния — 1957, Москва) — советский военный деятель, генерал-майор.

## Биография
Родился 4 ноября 1901 года[по какому календарю?] в селе Папузы Карсунского уезда Симбирской губернии .

### Гражданская война
В 1919 году был призван в РККА и направлен красноармейцем в 3-й артиллерийский дивизион 2-й Туркестанской стрелковой дивизии. Вскоре был назначен на должность политрука 6-го артиллерийского дивизиона этой же дивизии.

### Межвоенное время
В марте 1922 года был назначен на должность секретаря военкома 4-го артиллерийского дивизиона 2-й Туркестанской стрелковой дивизии. В сентябре был направлен на Туркестанские курсы востоковедения РККА в Ташкенте.
С 1925 года находился в командировке в Китае. В 1927 году был назначен на должность помощника начальника 4-го отдела Управления вузов Главного управления РККА, в 1928 году — на должность помощника начальника курсов Коммунистического университета трудящихся Востока имени И. В. Сталина. С ноября 1929 года служил в Северо-Кавказском военном округе на должностях командира батальона 26-го стрелкового полка и помощника командира 222-го стрелкового полка.
В 1932 году окончил Восточный факультет Военной академии имени М. В. Фрунзе и в мае того же года был назначен на должность начальника сектора 3-го отделения 4-го управления Штаба РККА, в августе 1934 года — на должность помощника начальника, затем исполнял должность начальника отделения 2-го отдела Штаба РККА, преобразованного в сентябре 1935 года в Генеральный штаб РККА, в 1939 году — на должность начальника 1-го отделения отдела спецзаданий Генерального штаба РККА, а в январе 1941 года — на должность заместителя командира 65-й стрелковой дивизии (Забайкальский военный округ).

### Великая Отечественная война
С июля 1941 года исполнял должность начальника отдела боевой подготовки 36-й армии, в сентябре был назначен на должность командира 35-й запасной стрелковой бригады, а в октябре — на должность командира 209-й стрелковой дивизии, однако в марте 1942 года был отстранен от должности и осужден Военным трибуналом Забайкальского фронта на один год условно «за массовое обморожение личного состава во время тактических учений», затем назначен командиром 35-й запасной стрелковой бригады.
В январе 1943 года был назначен на должность командира 209-й стрелковой дивизии, а в апреле 1944 года — на должность командира 86-го стрелкового корпуса. В декабре Акимов для приобретения боевого опыта был направлен на фронт, где был назначен на должность заместителя командира 76-го стрелкового корпуса, находясь на которой, принимал участие в Берлинской и Пражской наступательных операциях.

### Послевоенная карьера
В июне 1945 года был назначен на должность заместителя командира 23-го стрелкового корпуса Приморского военного округа, в марте 1946 года — на должность командира 252-й стрелковой дивизии Ставропольского военного округа, с октября исполнял должность заместителя командира 113-го, затем 5-го гвардейского стрелковых корпусов.
В июне 1948 года был направлен для прохождения обучения на высшие академические курсы при Высшей военной академии имени К. Е. Ворошилова, по окончании которых в мае 1949 года был назначен на должность заместителя командира 9-го гвардейского стрелкового корпуса Белорусского военного округа, а в июне 1954 года — на должность начальника ПВО Воронежского военного округа.
В мае 1956 года вышел в отставку. Умер 5 марта 1957 года в Москве. Похоронен на Введенском кладбище (уч. 13).

## Награды
- орден Ленина;
- три ордена Красного Знамени;
- орден Отечественной войны 1-й степени;
- два ордена Красной Звезды;
- медали.